# Cheilosia rodgersi
Cheilosia rodgersi es una especie de sírfido. Se distribuyen por el paleártico en el sur de la península ibérica y el Magreb.